# Tonino
Antonio López-Guitián, conocido como Tonino (Valencia, 1963), es un cómico español. Compagina su carrera de actor con la de periodista, guionista de radio y escritor.

## Biografía
Tras estudiar Lettres Modernes en la Universidad de Toulouse, Tonino llegó al mundo de la comunicación al ganar un concurso de oyentes destacados del espacio nocturno Tris Tras Tres de Radio 3 y se mantuvo en la emisora hasta la desaparición del programa seis años después. Posteriormente en Radiocadena Española, colaboró en el Taller de Creatividad de dicha emisora y "El Gallo Nacional".
Tras cinco años en El Trencanous de Canal 9 Ràdio, inicia su carrera en Globomedia trabajando en Sense Compromís, El programa de Ana de Telemadrid con Ana García Lozano, con Santiago Segura en Dobles Parejas y llega a la fama en el programa de televisión Caiga quien caiga (Telecinco), en el que interviene entre los años 1996 y 2002. Tonino era uno de los reporteros del espacio vestidos de negro, que acosaban con sus preguntas insolentes a políticos y famosos. Desde el primer momento, Tonino se diferenció de sus compañeros creando su estilo propio de entrevista, caracterizado por preguntas absurdas y surrealistas que desconcertaban al entrevistado; todo ello aderezado con una expresión impertérrita al estilo de Buster Keaton.
En 1997 compaginó su labor televisiva en CQC con la presentación de El gallinero, también en Telecinco. En 1998 trabajó como guionista del espacio de Radio Nacional de España Esta noche tampoco, dirigido por su compañero en CQC Juanjo de la Iglesia.
Finalizado el programa de televisión, se incorpora a la compañía teatral Alarma social junto a De la Iglesia, con la que en 2003 estrenan el espectáculo de humor Adictos al régimen, una serie de diálogos absurdos a través de sucesivos sketches.
A partir de septiembre de 2003, y de nuevo formando tándem con Juanjo de la Iglesia, se incorpora a la cadena Localia TV, colaborando en el espacio Hoy no hay siesta. Un año después, estrena en la misma emisora la guía de ocio Pecados capitales. En 2005 se une al cocinero José Andrés en su programa de TVE Vamos a cocinar y en marzo de 2006 presentó también en la cadena pública el programa satírico Extra, las paranoticias, que presentaba las noticias del día en tono humorístico y que a pesar de las buenas críticas fue retirado pocas semanas después de su estreno debido a su escasa audiencia. 
Ha colaborado en diversas publicaciones como Cartelera Turia, El Mundo, El Economista, El Semanal o Público. En 1998 publicó una sátira de los manuales de autoayuda titulado Tonino, luego existo, El libro de los jefes (con Juanjo de la Iglesia), El guionista no es el asesino, donde recoge su experiencia como profesor de un máster en escritura de guiones en la Universidad Autónoma de Barcelona, y la novela negra de humor Asesinato en el Palacio de las Artes con Emili Piera. Con este último, también participó en el libro de relatos de novela negra, Valencia Criminal junto con el colectivo 12 Plumas Negras.
Actor en numerosos cortos, sketches y alguna película, ha pisado escenarios tales como el del Teatro Real de Madrid en la representación para niños y adultos de En la buhardilla de la Bohème o el Teatro Romano de Mérida, donde cantó y actuó para la ópera bufa Calipso en el papel del Dios Amor. A finales del 2008, escribe e interpreta, bajo la dirección de Juli Leal, la farsa musical La Doña sobre una alcaldesa eterna, y en 2009 actúa en la obra Maté a un tipo, del argentino Daniel Dalmaroni.
Continúa combinando actuaciones de teatro con la escritura y el periodismo de humor, y en 2013 colabora en el programa de Televisión española, Un país para comérselo, con Imanol Arias y Juan Echanove. Asimismo, dirigió la obra del autor valenciano Vicente Marco Doce gentes en coches de ocho en la que también actuó, en Valencia.
En 2014 estrena en el Espai Rambleta de Valencia su primer cabaret como director y maestro de ceremonias, Bulevar Show Cabaret, con la compañía acrobática Dinamic, la actriz Maribel Casany y la mítica Margot. En 2015, junto a su antiguo compañero de CQC, el actor Sergio Pazos, se lanza en Madrid a la aventura del Microteatro por dinero con la obra de Vicente Marco Este banco no es como los demás.
En 2016 pone la voz del locutor que inicia el corto documental de Jesús Navarro Alberola, Sueños de Sal, ganadora del premio Goya, y es presentador la gran gala que tiene lugar en el santuario de la Magdalena en Novelda (Alicante)
Con la actriz Marta Valverde interpretó en 2017 y 2018 dos obras de éxito en el mismo Microteatro, siendo "Los hijos de puta" representada en diversas ciudades de España.
En 2019 presenta el ciclo de Música de Cámara en el Palacio de la Música de Valencia donde interpreta también Historia de un Soldado. 
En 2023 Colabora en un programa sobre gastronomía valenciana en el canal nacional japonés NHK World.
Ha escrito artículos para El Mundo ed. de València, El Economista, diario Levante, Las Provincias, la guía Repsol, Marie Claire, Valencia Plaza, Cartelera Turia.

## Filmografía
- 2011: La última falla (Miniserie TV) (Profesor)[15]
- 2008: Palabras y puños (Cortometraje), de Manel Gimeno y Rafa Higón[16]
- 2004: Tú quieres, tú pagas (Cortometraje), de Juan Moya
- 2002: La kedada (Cortometraje), de Arturo Franco y Kiko Martínez[17] Campoamor (como Tonino Guitián)
- 2001: Llámame (Cortometraje), de Juan Carlos García-Sampedro (Carrasqueira)
- 1999: El corazón del guerrero, de Daniel Monzón, La Jauría Humana Canal 8[18]
- 1998: Hermanas (serie TV) (Espectro)
- 1997: Camas (Cortometraje), de Juan Carlos García-Sampedro (Paco)[19]
- 1997: Fin de trayecto Canfranc (Cortometraje), de José Ángel Delgado (Márquez)

## Libros
- Valencia criminal, varios autores, Ed. El Full, 2010, ISBN 9788493762087
- Asesinato en el palacio de las artes, con Emili Piera, Ed. Eduardo Almiñana Peñalver, 2009, ISBN 978-8493678111
- El guionista no es el asesino, con prólogo de Andreu Buenafuente, Gedisa, 2008, ISBN 9788497842914
- El jefe y tú: manual de supervivencia para empleados, con Juanjo de la Iglesia, prólogo del Gran Wyoming, Temas de Hoy, 2001, ISBN 84-8460-098-X
- Tonino, luego existo, Martínez Roca, 1998, ISBN 9788427023628